# Liste von Darstellungen für die Riemannsche Zeta-Funktion
Die folgende Liste enthält verschiedene Ausdrücke für die Riemannsche Zeta-Funktion. 

## Reihendarstellungen
Erwähnenswert ist der Reihenausdruck
{\displaystyle \zeta (s)={\frac {1}{s-1}}+1-\sum \limits _{n=1}^{\infty }(\zeta (s+n)-1){\frac {s(s+1)\cdots (s+n-1)}{(n+1)!}}},
der für alle Werte {\displaystyle s\neq 1,0,-1,\dotsc } definiert ist. Interessant daran ist, dass sich damit die Zeta-Funktion rekursiv auf die ganze Zahlenebene fortsetzen lässt, da für die Berechnung von {\displaystyle \zeta (s)} lediglich die Werte {\displaystyle \zeta (s+1),\zeta (s+2),\dotsc } benötigt werden.
Von Helmut Hasse stammt die global konvergente Reihe
{\displaystyle \zeta (s)={\frac {1}{s-1}}\sum _{n=0}^{\infty }{\frac {1}{n+1}}\sum _{k=0}^{n}\left({n \atop k}\right){\frac {(-1)^{k-1}}{(k+1)^{s-1}}}.}
Blagouchine gab 2018 zahlreiche Variationen und Verallgemeinerungen solcher Reihentypen.

## Integraldarstellungen
Es gilt für {\displaystyle \mathrm {Re} (s)>1}:
{\displaystyle \zeta (s)={\frac {1}{\Gamma (s)}}\int _{0}^{\infty }{\frac {x^{s-1}}{e^{x}-1}}\mathrm {d} x,}
{\displaystyle \zeta (s)={\frac {1}{\Gamma (s+1)}}\int _{0}^{\infty }{\frac {e^{x}x^{s}}{(e^{x}-1)^{2}}}\mathrm {d} x,}
{\displaystyle \zeta (s)={\frac {1}{2(1-2^{-s})\Gamma (s)}}\int _{0}^{\infty }{\frac {x^{s-1}}{\sinh(x)}}\mathrm {d} x,}
{\displaystyle \zeta (s)={\frac {2^{s-1}}{\Gamma (s+1)}}\int _{0}^{\infty }{\frac {x^{s}}{\sinh(x)^{2}}}\mathrm {d} x.}
Für {\displaystyle \mathrm {Re} (s)>0} mit {\displaystyle s\not =1} gilt
{\displaystyle \zeta (s)={\frac {\operatorname {Li} _{s}(-1)}{2^{1-s}-1}}={\frac {1}{(1-2^{1-s})\Gamma (s)}}\int _{0}^{\infty }{\frac {x^{s-1}}{e^{x}+1}}\mathrm {d} x,}
{\displaystyle \zeta (s)={\frac {1}{(1-2^{1-s})\Gamma (s+1)}}\int _{0}^{\infty }{\frac {e^{x}x^{s}}{(e^{x}+1)^{2}}}\mathrm {d} x.}
Ein exotischer und global konvergenter Ausdruck ergibt sich, wenn man direkt die elementare Reihendarstellung der Zeta-Funktion in die Abel-Plana-Summenformel einsetzt:
{\displaystyle \zeta (s)={\frac {1}{s-1}}+{\frac {1}{2}}+2\int \limits _{0}^{\infty }{\frac {\sin(s\arctan t)}{(1+t^{2})^{\frac {s}{2}}\ (\mathrm {e} ^{2\,\pi \,t}-1)}}\,\mathrm {d} t}.
Ganz ähnlich dazu gilt beispielsweise
{\displaystyle \zeta (s)=2^{s-2}\int \limits _{-\infty }^{\infty }{\frac {\tan \left({\frac {\pi }{2}}\,\mathrm {i} \,t\right)}{{(1+\mathrm {i} \,t)}^{s}}}\,\mathrm {d} t},
wobei allerdings das Integral einschränkend nur für {\displaystyle \operatorname {Re} (s)>1} konvergiert.
Eine Übersicht zu zahlreichen weiteren Integraldarstellungen stammt von Michael S. Milgram.

## Summenformeln
Zur Herleitung einer global gültigen Summenformel ist bei der Mellin-Transformation zu beachten, dass der Integrand neben der Kernfunktion {\displaystyle t^{s-2}} eine um {\displaystyle t=0} analytische Funktion ist:
{\displaystyle {\frac {t}{\mathrm {e} ^{t}-1}}=\sum _{\nu =0}^{\infty }{\frac {B_{\nu }}{\nu !}}t^{\nu }.}
Diese Tatsache schafft eine enge Beziehung zwischen der Zeta-Funktion und den Bernoulli-Zahlen {\displaystyle B_{\nu }}. Durch sukzessives Abspalten der Taylor-Polynome von {\displaystyle t/(\mathrm {e} ^{t}-1)} im Integrationsintervall von 0 bis 1 kann die Zeta-Funktion auf ganz {\displaystyle \mathbb {C} \setminus \{1,0,-1,\dotsc \}} fortgesetzt werden:
{\displaystyle \zeta (s)={\frac {1}{\Gamma (s)}}\left({\frac {1}{s-1}}-{\frac {1}{2s}}+\sum \limits _{\nu =2}^{\infty }{\frac {B_{\nu }}{\nu !}}{\frac {1}{s+\nu -1}}+\int \limits _{1}^{\infty }{\frac {x^{s-1}}{\mathrm {e} ^{x}-1}}\,\mathrm {d} x\right).}
Dabei wird ausgenutzt, dass {\displaystyle 1/\Gamma (s)} eine ganze Funktion ist.

## Beziehungen zu speziellen Funktionen
Es gilt
{\displaystyle \zeta (s)={\frac {\eta (s)}{1-2^{1-s}}}={\frac {\lambda (s)}{1-2^{-s}}}}
wobei {\displaystyle \eta (s)} und {\displaystyle \lambda (s)} die Dirichletsche Eta- bzw. Lambda-Funktion bezeichnet.
Werte der Riemannschen Zeta-Funktion tauchen auch als Funktionswerte der Polygammafunktion auf. Erwähnenswert ist in diesem Kontext eine Schar von Formeln, die für jedes natürliche {\displaystyle n>1} gegeben sind durch
{\displaystyle \zeta (s)={\frac {\Gamma (1-s)}{n^{s}\log n}}\left(\sum \limits _{k=1}^{n-1}\psi _{s-1}\left({\frac {k}{n}}\right)-\left(n^{s}-1\right)\psi _{s-1}(1)\right).}